# Batna
Batna (arabiska: باتنة, berberspråk: ⵜⴱⴰⵜⴻⵏⵜ, Tbathent) är en stad i nordöstra Algeriet, vid Aurèsbergens norra sluttningar, cirka 310 kilometer sydost om Alger. Staden, som ligger på cirka 1 050 meters höjd, är huvudort för provinsen med samma namn. Storstadsområdet har en beräknad folkmängd av cirka 320 000 invånare.
Batna är ett viktigt kommunikations- och handelscentrum, och har turisttrafik till de näraliggande romerska ruinerna vid Tazoult-Lambèse och Timgad.
Staden grundades ursprungligen 1844 av fransmännen, som ett militärläger för att kontrollera El Kantara-passet mellan Tellatlas och Sahara. Senare flyttades den en bit österut, och grundades åter 1848 under namnet Nouvelle Lambèse. Sedan 1849 heter staden Batna.